# Scaphyglottis crurigera
Scaphyglottis crurigera är en orkidéart som först beskrevs av James Bateman och John Lindley, och fick sitt nu gällande namn av Oakes Ames och Donovan Stewart Correll. Scaphyglottis crurigera ingår i släktet Scaphyglottis och familjen orkidéer. Inga underarter finns listade i Catalogue of Life.

## Bildgalleri

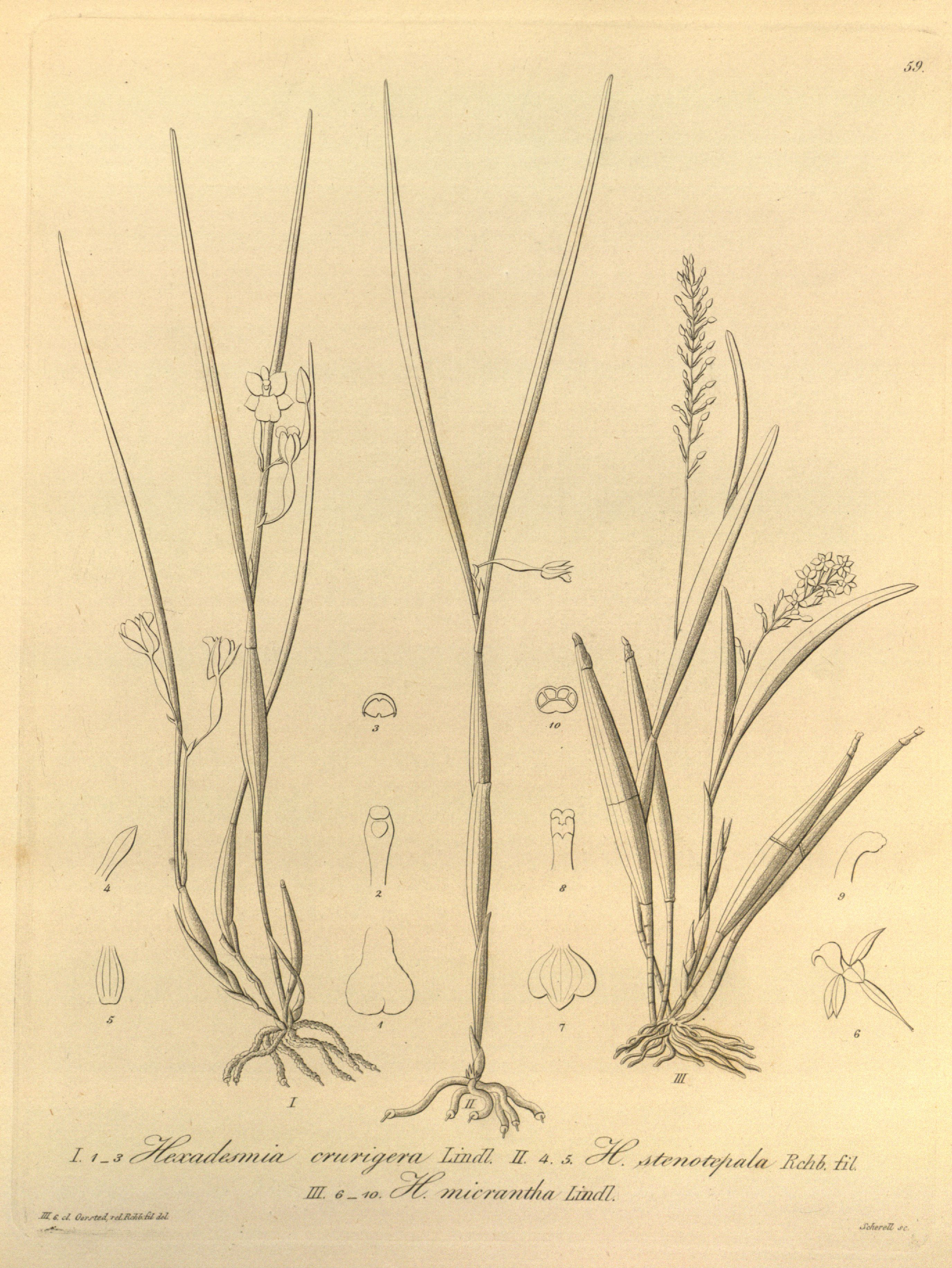